# Saint-Égrève
Saint-Égrève és un municipi francès situat al departament de la Isèra i a la regió d'Alvèrnia-Roine-Alps. L'any 2007 tenia 15.432 habitants.

## Demografia

### Població
El 2007 la població de fet de Saint-Égrève era de 15.432 persones. Hi havia 6.241 famílies de les quals 1.835 eren unipersonals (692 homes vivint sols i 1.143 dones vivint soles), 1.874 parelles sense fills, 1.924 parelles amb fills i 608 famílies monoparentals amb fills.
La població ha evolucionat segons el següent gràfic:
Habitants censats

### Habitatges
El 2007 hi havia 6.678 habitatges, 6.362 eren l'habitatge principal de la família, 77 eren segones residències i 239 estaven desocupats. 2.418 eren cases i 4.244 eren apartaments. Dels 6.362 habitatges principals, 4.129 estaven ocupats pels seus propietaris, 2.096 estaven llogats i ocupats pels llogaters i 137 estaven cedits a títol gratuït; 91 tenien una cambra, 487 en tenien dues, 1.549 en tenien tres, 2.109 en tenien quatre i 2.126 en tenien cinc o més. 4.246 habitatges disposaven pel capbaix d'una plaça de pàrquing. A 3.280 habitatges hi havia un automòbil i a 2.387 n'hi havia dos o més.

### Piràmide de població
La piràmide de població per edats i sexe el 2009 era:
| Homes | Edats   | Dones |
| ----- | ------- | ----- |
| 2     | 95 o +  | 22    |
| 13    | 90 a 94 | 49    |
| 30    | 85 a 89 | 71    |
| 76    | 80 a 84 | 107   |
| 207   | 75 a 79 | 262   |
| 231   | 70 a 74 | 307   |
| 310   | 65 a 69 | 423   |
| 328   | 60 a 64 | 397   |
| 401   | 55 a 59 | 433   |
| 479   | 50 a 54 | 591   |
| 597   | 45 a 49 | 659   |
| 622   | 40 a 44 | 610   |
| 620   | 35 a 39 | 658   |
| 541   | 30 a 34 | 562   |
| 507   | 25 a 29 | 516   |
| 390   | 20 a 24 | 406   |
| 599   | 15 a 19 | 607   |
| 584   | 10 a 14 | 541   |
| 556   | 5 a 9   | 451   |
| 371   | 0 a 4   | 414   |

## Economia
El 2007 la població en edat de treballar era de 10.135 persones, 7.205 eren actives i 2.930 eren inactives. De les 7.205 persones actives 6.699 estaven ocupades (3.437 homes i 3.262 dones) i 506 estaven aturades (235 homes i 271 dones). De les 2.930 persones inactives 852 estaven jubilades, 1.063 estaven estudiant i 1.015 estaven classificades com a «altres inactius».

### Ingressos
El 2009 a Saint-Égrève hi havia 6.409 unitats fiscals que integraven 15.548,5 persones, la mediana anual d'ingressos fiscals per persona era de 22.060 €.

### Activitats econòmiques
Dels 786 establiments que hi havia el 2007, 6 eren d'empreses extractives, 9 d'empreses alimentàries, 9 d'empreses de fabricació de material elèctric, 1 d'una empresa de fabricació d'elements pel transport, 38 d'empreses de fabricació d'altres productes industrials, 72 d'empreses de construcció, 217 d'empreses de comerç i reparació d'automòbils, 41 d'empreses de transport, 39 d'empreses d'hostatgeria i restauració, 12 d'empreses d'informació i comunicació, 37 d'empreses financeres, 36 d'empreses immobiliàries, 110 d'empreses de serveis, 125 d'entitats de l'administració pública i 34 d'empreses classificades com a «altres activitats de serveis».
Dels 141 establiments de servei als particulars que hi havia el 2009, 1 era una oficina d'administració d'Hisenda pública, 1 gendarmeria, 9 oficines bancàries, 11 tallers de reparació d'automòbils i de material agrícola, 2 tallers d'inspecció tècnica de vehicles, 3 establiments de lloguer de cotxes, 4 autoescoles, 4 paletes, 15 guixaires pintors, 11 fusteries, 6 lampisteries, 14 electricistes, 7 empreses de construcció, 9 perruqueries, 3 veterinaris, 26 restaurants, 9 agències immobiliàries, 3 tintoreries i 3 salons de bellesa.
Dels 101 establiments comercials que hi havia el 2009, 1 era un hipermercat, 2 supermercats, 3 grans superfícies de material de bricolatge, 1 una botiga de més de 120 m², 2 botiges de menys de 120 m², 8 fleques, 3 carnisseries, 1 una botiga de congelats, 4 llibreries, 12 botigues de roba, 10 botigues d'equipament de la llar, 1 una sabateria, 3 botigues d'electrodomèstics, 34 botigues de mobles, 7 botigues de material esportiu, 3 botigues de material de revestiment de parets i terra, 1 una perfumeria, 2 joieries i 3 floristeries.
L'any 2000 a Saint-Égrève hi havia 4 explotacions agrícoles.

## Equipaments sanitaris i escolars
El 2009 hi havia 3 psiquiàtrics, 1 centre de salut, 6 farmàcies i 1 ambulància.
El 2009 hi havia 5 escoles maternals i 7 escoles elementals. Saint-Égrève disposava d'un col·legi d'educació secundària amb 541 alumnes.
Saint-Égrève disposava d'un centre de formació no universitària superior de formació sanitària.

## Poblacions més properes
El següent diagrama mostra les poblacions més properes.